# CJ ENM센터
CJ ENM센터는 대한민국에 위치한 건축물로 CJ그룹의 엔터테인먼트와 미디어 계열의 회사들이 입주한 CJ그룹의 사옥이다.
2010년 완공된 CJ ENM 센터에는 현재 CJ CGV, CJ ENM 등 CJ계열사 그룹이 위치해있고, 기존 온미디어와 CJ미디어를 인수 합병한 CJ ENM 방송사업부문이 위치해 있으며, 서울특별시 마포구 상암동 상암산로 1606번지에 위치해있다.
건물 층수는 19층이며, 1층에는 미디어 로비와 문화창조융합센터가 있다.또한 2층 멀티 스튜디오에서는 매주 목요일 오후6시에 방영하는 Mnet <엠카운트다운> 녹화와 매주 일요일 오후 7시 40분에 방영하는 tvN <코미디빅리그>녹화, 매주 토요일 방영하는 tvN <SNL 코리아>생방송 진행을 한다.
또한 CJ ENM 센터는 2011년 서울시 건축우수상을 수여한 바가 있다.

## 입주 계열사
'CJ ENM센터'에 입주하고 있는 CJ그룹 계열사는 총 2개로 다음과 같다.
- CJ ENM
- CGV